# Maturité (finance)
Pour les articles homonymes, voir Maturité (homonymie).
En finance, la maturité, ou maturité résiduelle, désigne le temps qui sépare la date à laquelle une obligation est émise, et la date à laquelle la valeur nominale de cette obligation est remboursée. En revanche, le terme « maturité » est un anglicisme, le terme adéquat est échéance.
Dans le cas des obligations zéro-coupon, le souscripteur de l'obligation perçoit non seulement le principal (montant prêté) mais en plus la totalité des intérêts qui lui sont dus. La maturité d'une obligation est très variable selon les pays : certains titres ont une maturité de quelques semaines ou quelques mois (comme les Treasury Bills américains) alors que d'autres ont une maturité de plusieurs décennies, comme les Treasury Bonds américains.
Pour ce qui concerne les actifs financiers, la durée à courir avant l'échéance, ou les échéances, est la maturité (durée jusqu'au remboursement total) ou la duration (durée moyenne de l'ensemble des remboursements). Dans les produits optionnels, on parle plus de maturité que d'échéance mais l'acception est très proche.